# Mesure d'ordre intérieur
Une mesure d'ordre intérieur est en droit administratif français un acte administratif unilatéral adopté par un chef de service à l'attention des agents de ce service ou éventuellement de ses usagers. Bien que présentant une certaine normativité, ils ne sont pas reconnus par le juge administratif comme faisant grief. 
Cette catégorie est apparue en jurisprudence pour des raisons pratiques (de minimis non curat praetor).
Traditionnellement le juge a identifié des critères mais il fait une appréciation au cas par cas ce qui conduit à l'institution de domaines privilégiés que l'on appelle domaine d'élection des critères d'ordre intérieur. Ils sont au nombre de trois :
- Purement interne à l'administration qui la prend : elle ne peut avoir comme destinataire que des agents ou des usagers et ses effets sur ses personnes sont limités au cadre du service.
- Sans incidence sur la situation juridique de son destinataire car son objet et sa gravité restent limité. Par exemple, l'affectation des étudiants dans des classes ou des groupes de travaux dirigés[1]. Il n'y a pas suffisamment d'incidences juridiques tant qu'il suit les mêmes enseignements. Toute mesure ayant une incidence sur la scolarité des élèves est donc bien un acte administratif unilatéral faisant grief. A fortiori une décision de redoublement fait grief[2]. Même chose pour les mesures qui définissent les tâches des agents publics mais il ne faut pas que cela ait une incidence sur le statut ou la carrière de l'agent.
- Revêt un caractère purement discrétionnaire, c’est-à-dire que son contenu est laissé à l'entière appréciation du chef de service. Quand bien même le recours contre ces mesures d'ordre intérieur serait reçu le juge trouverait difficilement une norme à lui opposer.